# Rio Germama
O Rio Germama', também denominado Kasam,' é um curso de água da Etiópia e um afluente do Rio Awash. O seu nome Germama provém do amárico que significa "brincando", "impetuoso", ou "brincalhão".
O Germama não tem uma curso navegável, e flui com um grande volume durante a estação chuvosa. Nasce a oeste da Kese Koremash, fluindo para leste, até ao Rio Awash, o seu curso delimita vários quilómetros na fronteira a norte do Parque Nacional de Awash.
Nas planícies do Germama superior encontra-se a região histórica do Reino Shewa no distrito de Bulga.  O curso inferior define o limite norte do distrito de Shewan Menjar.
O Ministério dos Recursos Hídricos Etíope iniciou a construção de uma barragem no Germama em 2005, o que ajudaria a irrigar áreas ao longo de ambos os lados do rio, e no Dofen e Montanhas Kebena. Em dezembro de 2008, um porta-voz do Ministério anunciou que o projeto estava 98% completo.